# آنری باکری
آنری باکری (فرانسوی: Henri Bacry‎؛ زاده ۱۹۲۸ - درگذشته ۲۰۱۰) یک فیزیک‌دان اهل فرانسه بود.